# Kaimar Saag
Kaimar Saag, född 5 augusti 1988 i Viljandi, är en estländsk fotbollsspelare som spelar för Paide Linnameeskond. Han har under karriären gjort 46 landskamper för Estlands landslag.

## Karriär
Kaimar Saag kom till Levadia Tallinn 2005 och gjorde som 17-åring sitt första mål i Meistriliiga 25 oktober 2005 i en match mot Merkuur. Saag gjorde dock inte något större intryck innan han lämnade för danska Silkeborg IF i januari 2008. I maj 2012 lämnade han för Vejle Kolding, där han bland annat gjorde tre mål på sin födelsedag när man slog Skive IK med 4-1.
2014 spelade Saag fem matcher i Assyriska FF, innan han gjorde comeback i Levadia Tallinn under 2015. I februari 2016 värvades han av norska Nybergsund-Trysil.

## Meriter
Levadia Tallinn
- Meistriliiga: 2006, 2007
- Estländska cupen: 2005, 2007
- Estländska supercupen: 2015